# Carnival Splendor
 (juillet 2010).
Le Carnival Splendor est un bateau de croisière construit par les chantiers Fincantieri et appartenant à la compagnie de croisière Carnival Cruise Lines.
Il a officiellement été mis en service en juillet 2008.
Le 8 novembre 2010, il a été victime d'un incendie au large de San Diego provoqué par la casse d'un carter d'un des moteurs. Privé d'eau chaude et de chambres froides, il a été ravitaillé par les hélicoptères du USS Ronald Reagan. Remorqué jusqu'à San Diego pour être réparé, il a repris la mer le 16 janvier 2011.

## Description
Ce navire de la société Carnival Cruise Lines a été décoré par l'architecte Joseph Farcus.
Le Carnival Splendor dispose de 1 503 cabines dont 60 % ont une vue sur l'extérieur.
Le Carnival Splendor dispose de garde d'enfants, service blanchisserie, location de smoking, internet café, jacuzzis, infirmerie et service postal.
À l'intérieur des suites, différents services sont fournis, tels que : service de chambre, mini-bar, télévision, réfrigérateur et coffre-fort.
Les activités à bord sont nombreuses : 22 bars, comédie spectacles, casino, discothèque, piano-bar, salle de jeux, librairie, bibliothèque, sports et conditionnement physique, spa / salon de fitness, ping-pong, jeu de palet, aérobic, jogging, piscine, basket-ball, volley-ball et golf.

### Spa Cloud 9
Le Carnival Splendor dispose d'un spa de nouvelle génération pour les navires de Carnival, ce spa est disposé sur trois ponts différents soit une surface de 2 000 m2.
La décoration de ce spa est orientée asiatique, avec des dragons, des bouddhas assis et des papiers de riz.
Le Carnival Splendor est également le premier spa-cabines, en effet les passagers du Carnival Splendor pourront hébergé dans 68 cabines réservées aux clients du spa, mais les clients du spa pourront également disposer d'un centre de Thalasso à usage illimité et d'une piscine, également la priorité du spa, ainsi que l'accès sans rendez-vous.
Les services du spa Cloud 9 sont les suivants : massages suédois, massages aux pierres chauffantes, acuponcture, soins du visage, programme de réduction de la cellulite, manucure, pédicure et salon de coiffure.

## Itinéraire

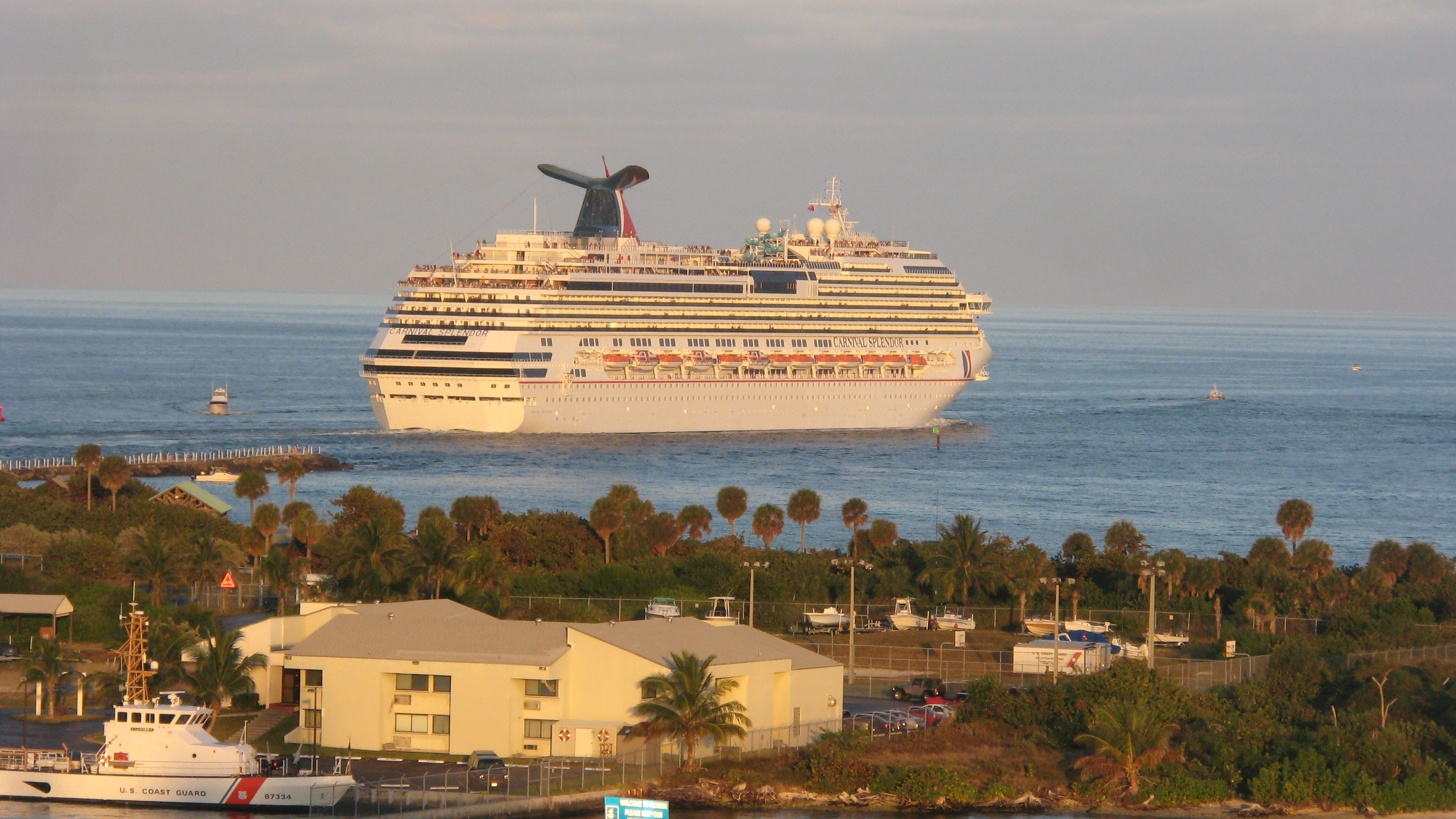
Le Carnival Splendor à Port Everglades

Le Carnival Splendor est actuellement basé à Fort Lauderdale en Floride, mais devrait se diriger vers Los Angeles courant 2009.
Il navigue actuellement sur plusieurs destinations :
|       | Jour 1          | Jour 2 | Jour 3   | Jour 4       | Jour 5    | Jour 6 | Jour 7 |
| ----- | --------------- | ------ | -------- | ------------ | --------- | ------ | ------ |
| Lieux | Fort Lauderdale | En mer | San Juan | Saint-Thomas | La Romana | En mer | Nassau |

|       | Jour 1      | Jour 2 | Jour 3 | Jour 4          | Jour 5   | Jour 6         | Jour 7 |
| ----- | ----------- | ------ | ------ | --------------- | -------- | -------------- | ------ |
| Lieux | Los Angeles | En mer | En mer | Puerto Vallarta | Mazatlán | Cabo San Lucas | En mer |

## Ponts
Le Carnival Splendor possède 13 ponts :
- Pont 1 - Riviera
- Pont 2 - Main
- Pont 3 - Lobby
- Pont 4 - Atlantic
- Pont 5 - Promenade
- Pont 6 - Upper
- Pont 7 - Empress
- Pont 8 - Veranda
- Pont 9 - Lido
- Pont 10 - Panorama
- Pont 11 - Spa
- Pont 12 - Sun
- Pont 13 - Sky

### Pont 1 - Riviera
Le pont "Riviera" est principalement constitué de cabines

### Pont 2 - Main
Le pont "Main" est également constitué de cabines

### Pont 3 - Lobby

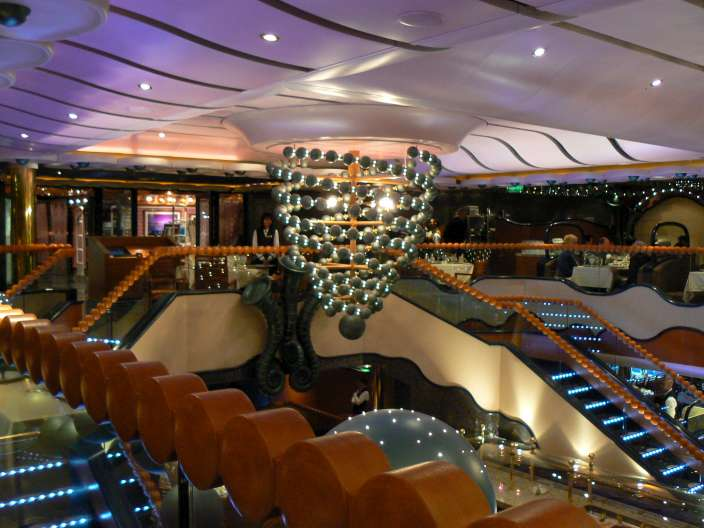
Le restaurant Black Pearl du Carnival Splendor

Le pont "Lobby" du Carnival Splendor est constitué de :
- Théâtre "Spectacular Spectacular"

Ce théâtre peut accueillir plus de 1 000 personnes.
- Bureau des excursions
- Promenade extérieur
- Restaurant "The black pearl"
- Salle "The pink pearl" et salle "The art"

Ces deux salles sont des annexes du restaurant "The black pearl", elles disposent de 28 places pour "The pink pearl" et de 36 places pour la salle "The art". 
- Cuisine
- Atrium "The golden"
- Restaurant "The gold pearl"

### Pont 4 - Atlantic
- Théâtre "Spectacular spectacular"
- Atrium "The Splendor
- Librairie "The alexandria"
- Galerie photos
- Circle "C"

Le Circle "C" est destiné au 12-14 ans ; il propose une télévision plasma diffusant des films, des vidéos et de la musique. Le Circle "C" dispose également d'un plancher de danse, d'un jukebox avec les derniers hits du moment, les toutes dernières consoles vidéo, mais aussi de nombreuses activités comme du basket-ball, volley-ball, ping-pong, et jeux d'eau.
- Restaurant "The black pearl"
- Salle de conférence
- Salle internet
- Bar "Robusto cigar"
- Atrium "The golden"
- Restaurant "The gold pearl"

Ce pont supporte également les canots de sauvetage

### Pont 5 - Promenade
Le pont "Promenade" dispose de :
- Théâtre "Spectacular spectacular"
- Boutique "Carnival"
- Atrium "The splendor"
- Bureau des formalités
- Bar "Our house sport"
- Casino "Royal flush"
- Bar "Ocean views"
- Coffee shop
- Club O²

Le club O² dispose de son propre bar le "Soda bar"
- Video arcade
- Sushi bar
- Discothèque "Red carpet"
- Bar "El mojito wine"
- Piano bar
- Salon "The cool"
- Atrium "The golden"
- Salon "El Morocco aft"

### Pont 6 - Upper
Ce pont comporte essentiellement des cabines et l'atrium "The splendor"

### Pont 7 - Empress
Ce pont comporte essentiellement des cabines et l'atrium "The splendor"

### Pont 8 - Veranda
Ce pont comporte essentiellement des cabines et l'atrium "The splendor"

### Pont 9 - Lido
Le pont "Lido" du Carnival Splendor dispose de :
- Pizzeria

Celle-ci est ouverte 24H/24h.
- Grill
- Piscine "slendido"
- Restaurant "The lido"
- Restaurant "Mongolle"
- Bar "Liner"
- Piscine "Liner"
- Jaccuzzis

### Pont 10 - Panorama

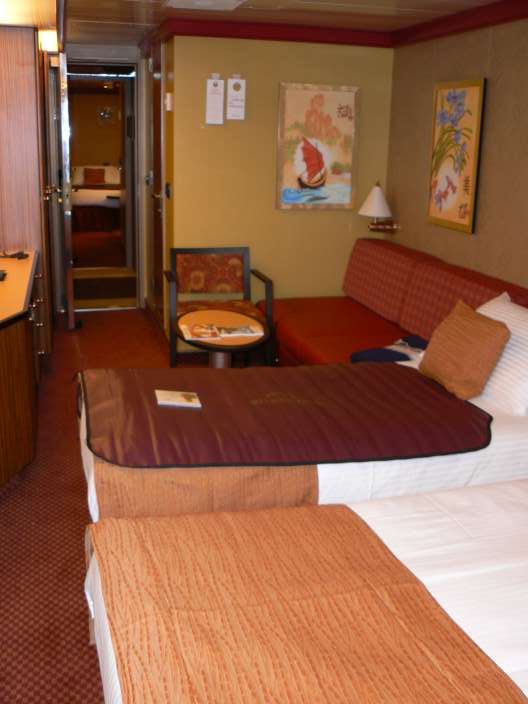
Cabine avec balcon réservé au spa

Le pont "Panorama" du Carnival Splendor dispose de :
- Spa "Cloud 9"

Sur ce pont, le spa "Cloud 9" dispose de 52 cabines essentiellement réservé pour le spa.
- Atrium "The splendor"
- Théâtre à ciel ouvert
- Jaccuzzis
- Camp Carnival

Le Camp Carnival se déploie sur 550 m2, il est réservé aux enfants.
- Rôtisserie

### Pont 11 - Spa
Le pont "Spa" dispose de :
- Spa "Cloud 9"

Sur ce pont, le Spa dispose de 16 cabines avec balcon, d'un centre de fitness, de deux sauna, d'une piscine de thalasso, d'un salon, d'un laconium, d'un tepidarium, d'un bain de vapeur aromatique, d'une salle d'aérobic, d'un bain de vapeur oriental et d'une suite thermal.  
- Atrium "The splendor"
- Départ du toboggan
- Dôme de la piscine
- Parc "Slash"
- Club "The pinnacle supper"

### Pont 12 - Sun
Le pont "Sun" dispose de :
- Spa "Cloud 9"

Sur ce pont, le Spa Cloud 9 dispose de deux suites VIP avec jacuzzi, de soin à la boue, salle de travail de flotation et d'une salle de détente. 
- Zone "Serenity"

La zone "Serenity" se situe sur le pont "Sun" vers l'arrière du bateau ; elle est équipée d'un plancher en teck, de dizaines de chaises longues, mais aussi de deux bains à remous et d'un bar.
Cette zone est uniquement accessible aux adultes pour faciliter la tranquillité.
- Piste de jogging
- Zone sport

### Pont 13 - Sky
Le pont "Sky" dispose essentiellement d'un mini-golf.

## Incidents notables
- En raison de l'épidémie de grippe mexicaine (Influenzavirus A sous-type H1N1) d'avril 2009, le Carnival Splendor fut contraint de changer d'itinéraire : la croisière au départ de Los Angeles et des escales à Puerto Vallarta, Mazatlan et Cabo San Lucas fut orientée vers des escales à San Francisco, Victoria et Seattle.

- Le 8 novembre 2010, un incendie se déclare dans la salle des machines, rendu inerte. À son bord, près de 3 300 passagers et 1 300 membres d'équipage. N'ayant plus d’électricité, les passagers n'ont plus de repas chauds, ni d'air conditionné. Le lendemain, un navire vient apporter des vivres aux passagers qui sont coupés du monde depuis 24 heures, sauf quelque chanceux qui, par la proximité avec la côte, reçoivent du signal pour téléphone portable. Les toilettes sont d'ailleurs remises en service le même jour. Finalement, le navire fut remorqué à San Diego et réparé.

## Galerie

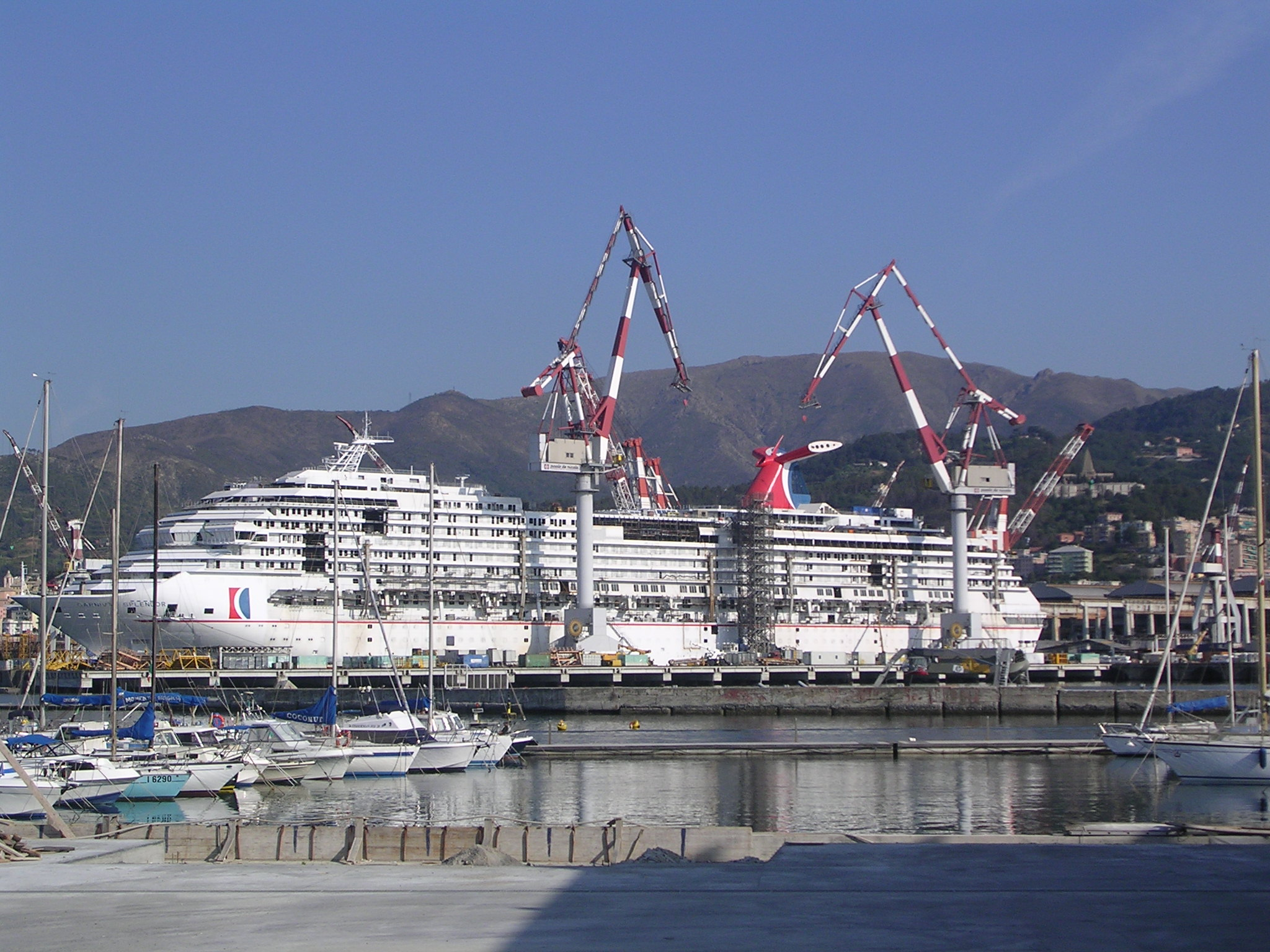
Le Carnival Splendor en construction
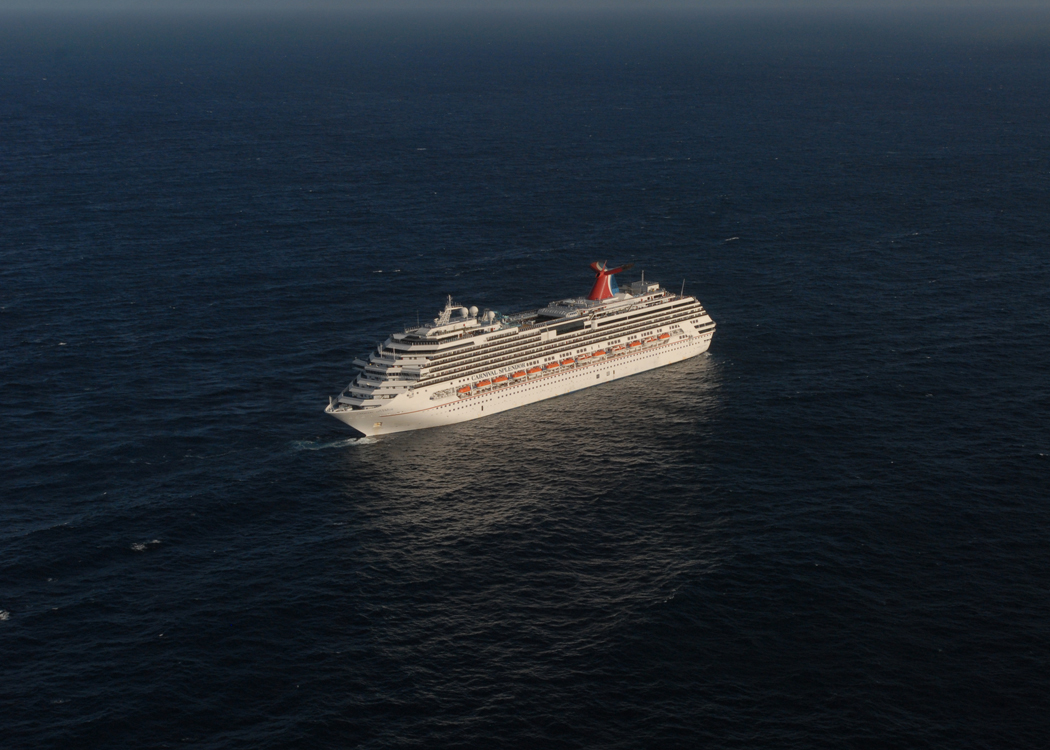
Le Carnival Splendor à la dérive
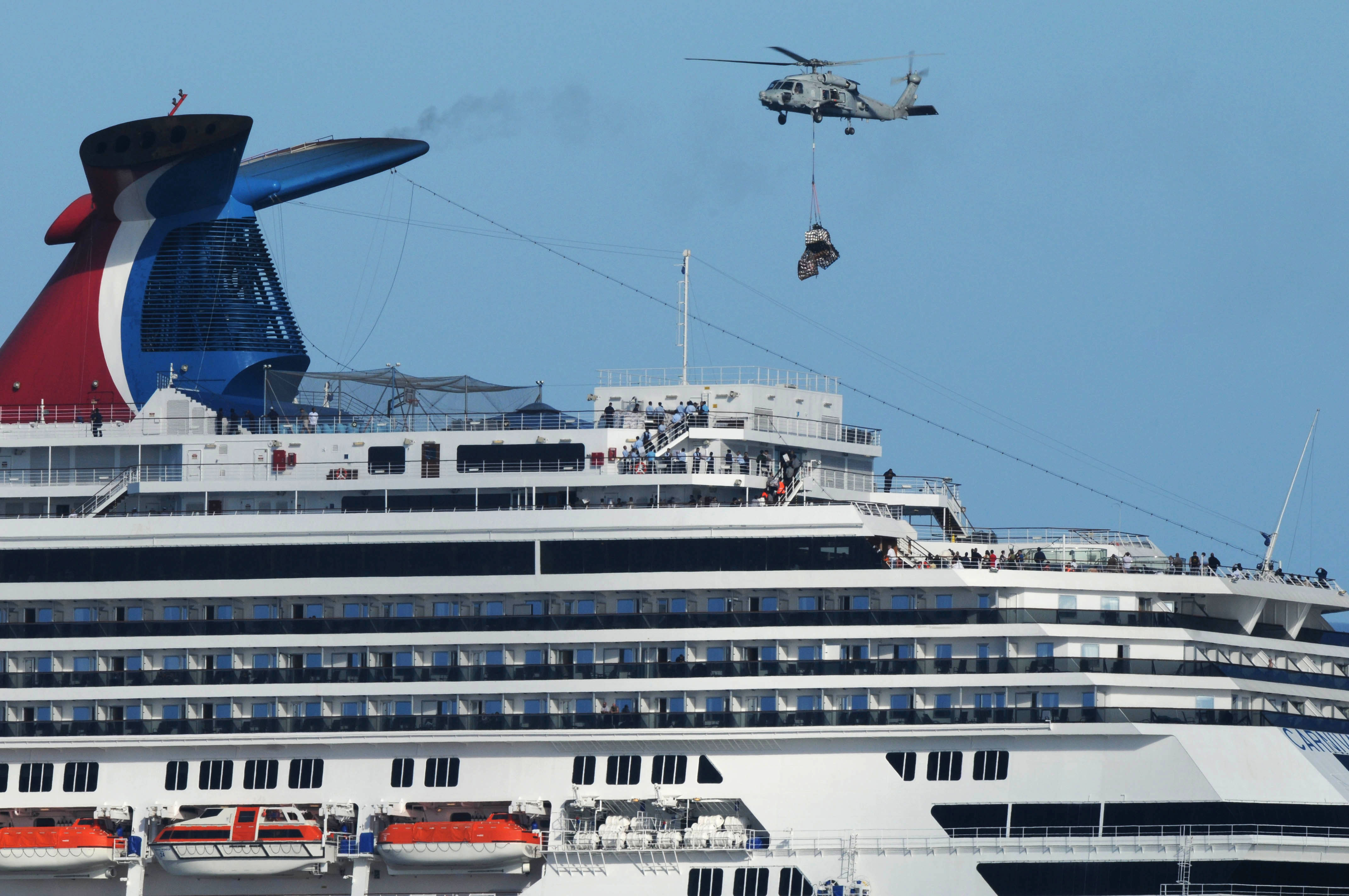
Le ravitaillement du Carnival Splendor
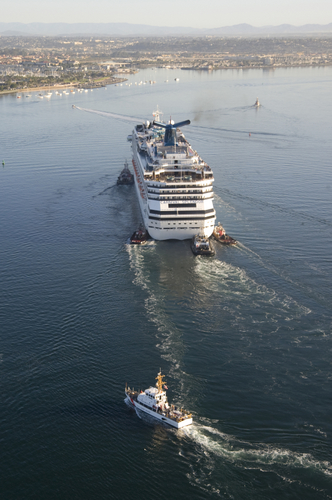
Le Carnival Splendor arrive à San Diego
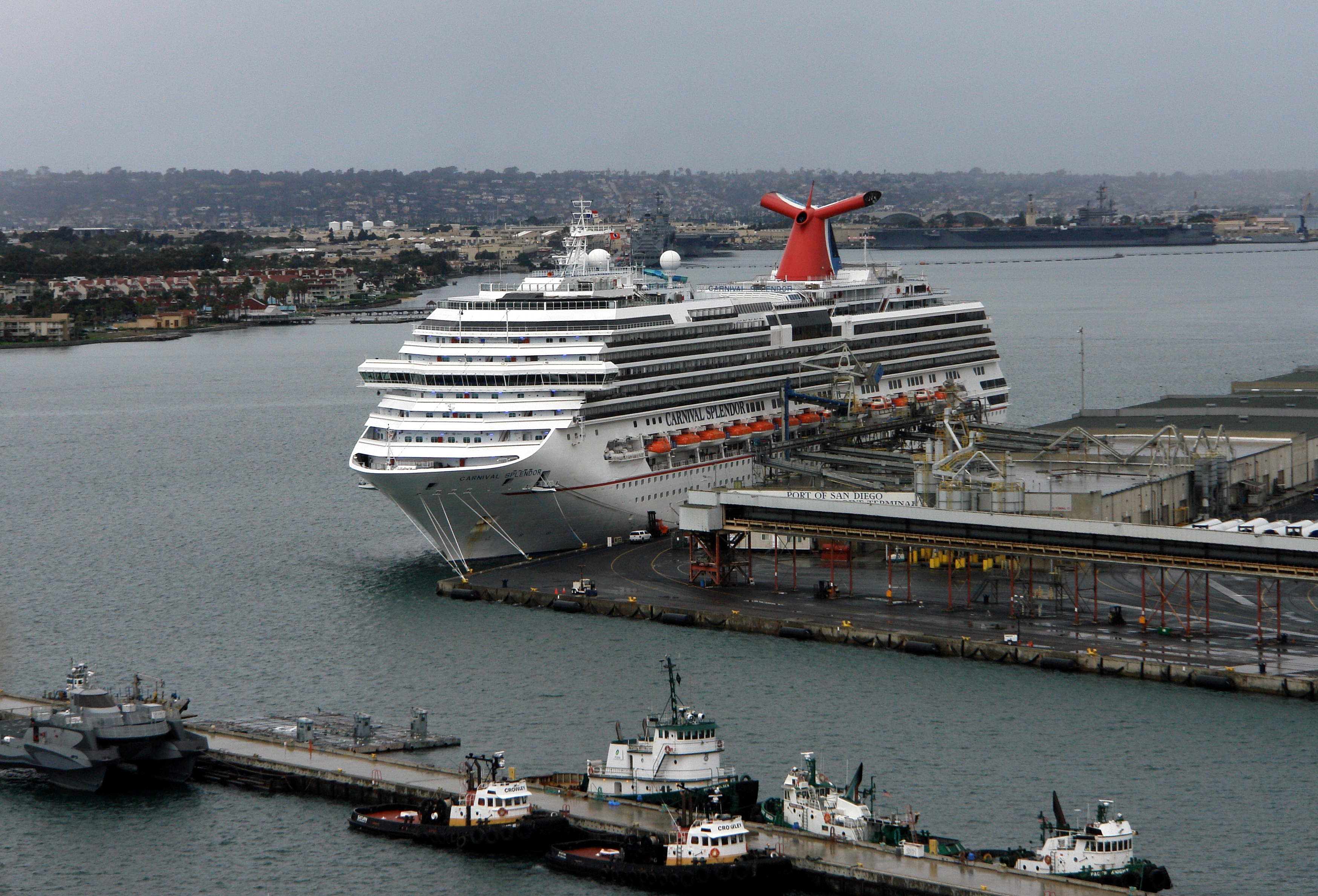
Le Carnival Splendor en réparation